# NGC 310
NGC 310 je zvijezda u zviježđu Kitu.

## Vanjske poveznice
- SEDS: NGC 0310